# Buriepołom
Buriepołom (ros. Буреполом) – osiedle w Rosji, w obwodzie niżnonowogrodzkim, w rejonie tonszajewskim. W 2010 liczyło 3233 mieszkańców.